# Ramón Loureiro

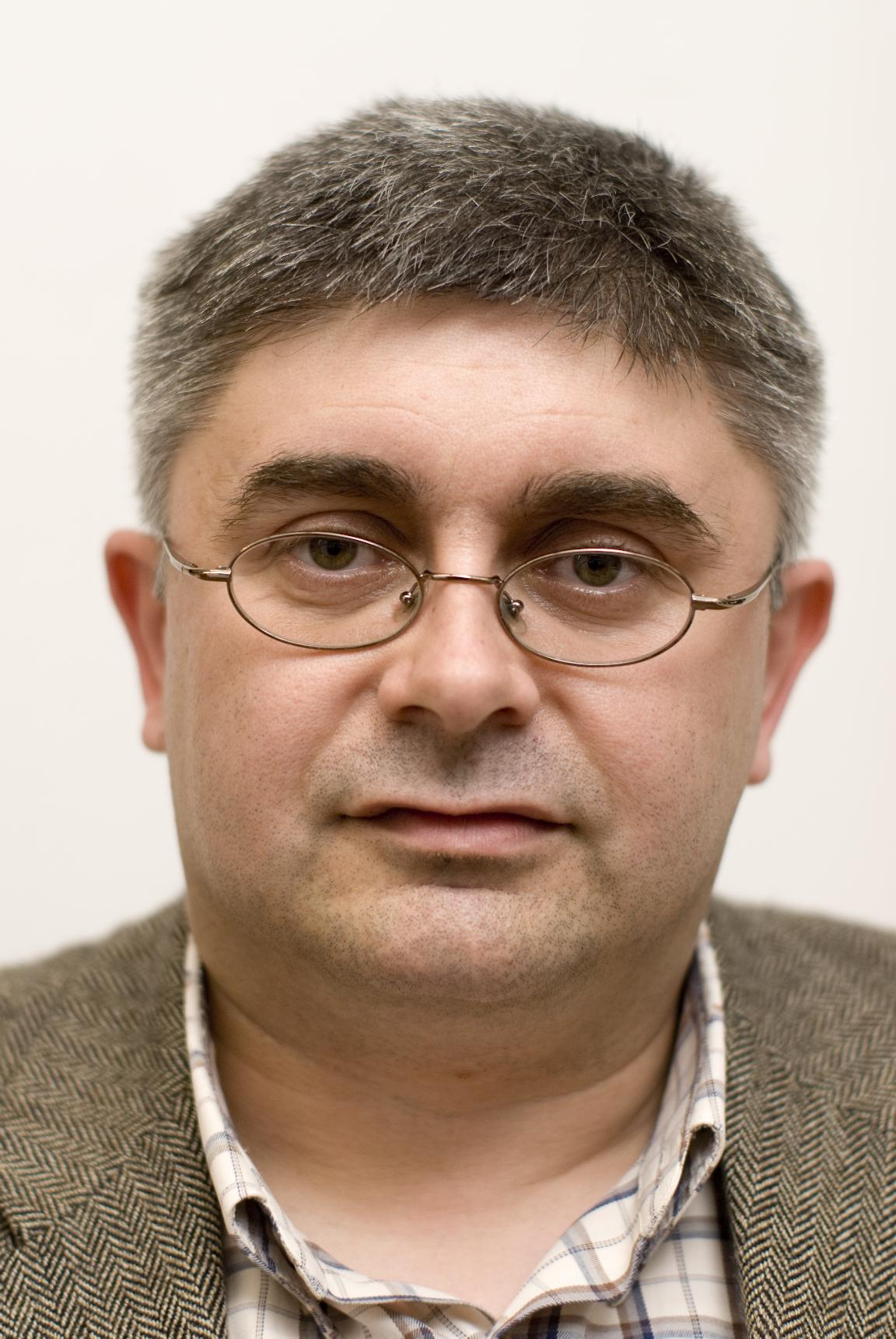

Xosé Ramón Loureiro Calvo, conocido simplemente como Ramón Loureiro (Fene, La Coruña, 3 de junio de 1965) es un escritor, periodista y fotodocumentalista español que escribe principalmente en gallego.
Como narrador, publicó en 1997 la novela corta Morgado, y en 2000 la novela O corazón portugués, finalista del Premio "Eixo Atlántico". En 2006 apareció su novela As Galeras de Normandía, que al año siguiente fue traducida al castellano por el propio autor. Recibió excelentes críticas, y fue considerada por el crítico Miguel García Posada una "obra maestra". Sus obras narrativas se desarrollan en un territorio ficticio, la "Tierra de Escandoi", situada al oeste de esa "tercera Bretaña" que es para el autor el norte de Galicia, entre Mondoñedo y Ferrol. Sobre este territorio ficticio publicó Loureiro también un ensayo fotográfico, A escura terra de Escandoi, que le valió el Premio "Caminhos da Memoria", otorgado por las Universidades del Miño. Se ha señalado su vinculación con otros autores gallegos, como Álvaro Cunqueiro y Gonzalo Torrente Ballester.
Admirador del autor en lengua gallega Carlos Casares, en 2002 publicó Carlos Casares: nove retratos e unha conversa inacabada, y en 2003 la biografía Carlos Casares. También ha cultivado el ensayo fotográfico (Aceiro sobre a auga, 1992; As Pontes, 2003). Desarrolla su trabajo como periodista en el diario La Voz de Galicia.
Es académico de número de la Real y Pontificia Academia Auriense Mindoniense de San Rosendo.